# 瑟尔奈宁站
瑟尔奈宁地铁站（芬蘭語：Sörnäisten metroasema），是芬兰赫爾辛基地鐵的车站。该站服务于赫尔辛基的瑟尔奈宁和卡利奥两个市区。该站是赫尔辛基地铁线上最东部的地下车站。M1和M2两条地铁线均停靠此站。
该站开通于1984年9月1日，距离哈卡半岛站900米，离鱼港站1.1公里，位于地下25米，海平面以下3米处。

## 图集

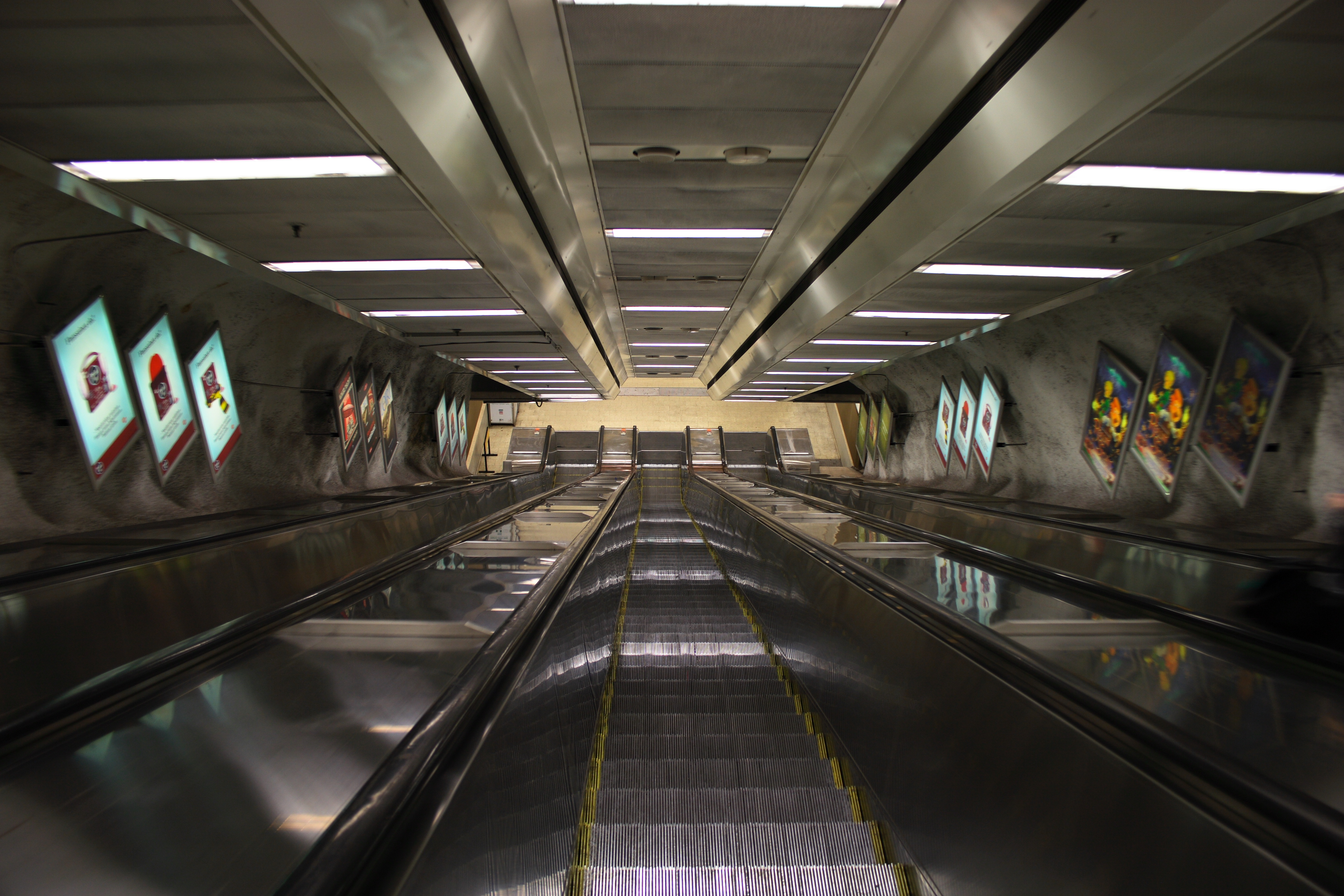
扶梯
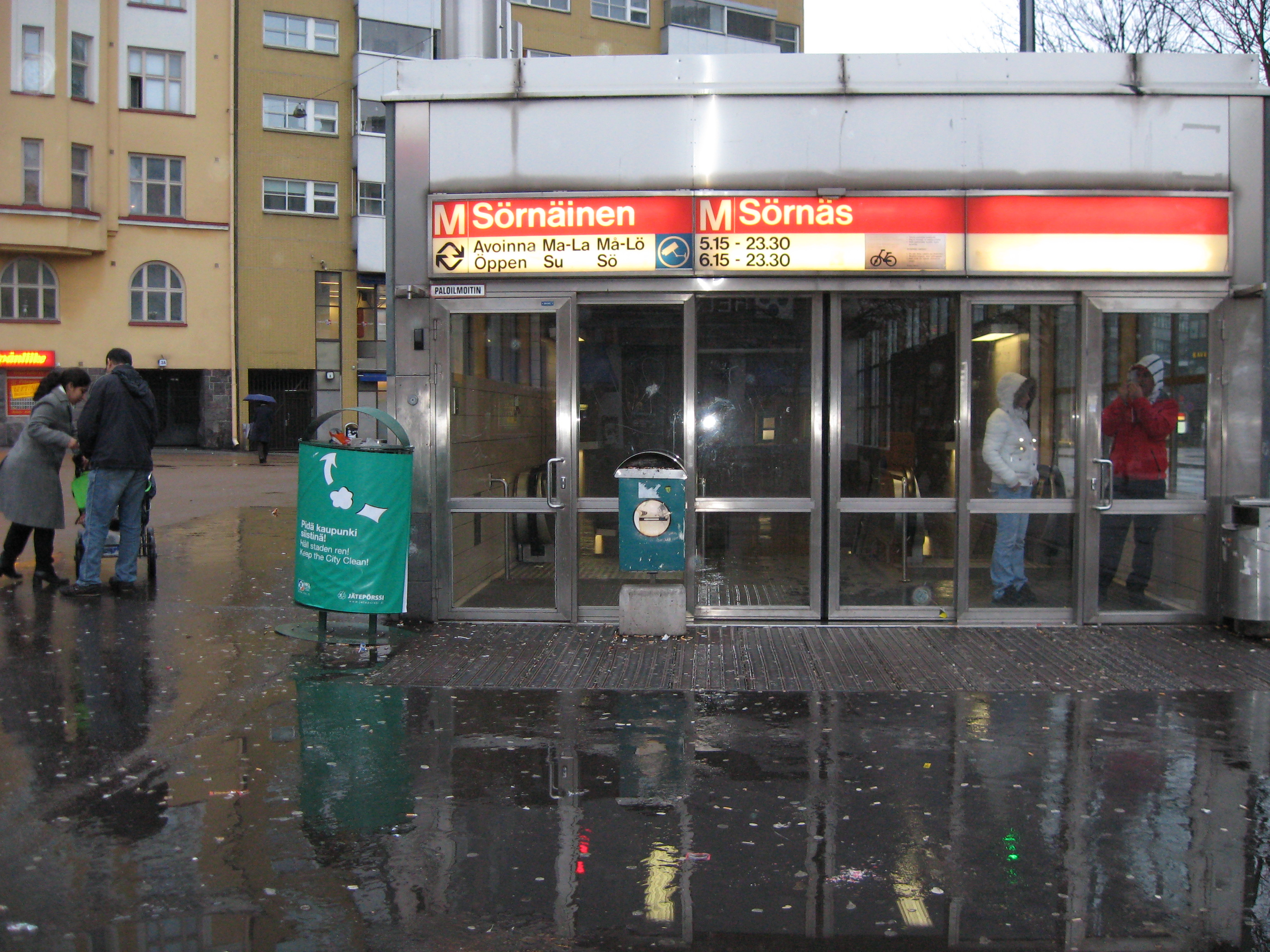
维修前的地铁入口